# 恋しくて/夢みたい〜だから雲に憧れた〜
「恋しくて/夢みたい〜だから雲に憧れた〜」（こいしくて/ゆめみたい～だからくもにあこがれた～）は、森山直太朗12枚目のシングルで、ダブル表題曲シングル。2006年10月25日発売。発売元はユニバーサルミュージック。

## 概要
2曲とも元々アルバム用楽曲として制作。シングルの話が出た際組合せを考え選曲。
「恋しくて」の使用楽曲はシングルではピアノだけを使用しているがアルバム『風待ち交差点』ではオーケストラ・ヴァージョンを収録。編曲の笹路正徳はシングルにオーケストラヴァージョンの収録を望んだが森山、御徒町凧、レコード会社のスタッフの希望で、ピアノ・ヴァージョンが収録された。ミュージック・ビデオには平田裕香が出演。本楽曲の歌詞にたまプラーザが出てきており神奈川県御当地ソングになっている。
「夢みたい〜だから雲に憧れた〜」は間奏やサビ終わりにワルツの要素が取り入れられている。エプソン・カラリオCMソング。

## 収録曲
両曲　作詞・作曲：森山直太朗、御徒町凧　編曲：笹路正徳
1. 恋しくて
前述のとおり、元々はアルバム用に製作されていた楽曲。
シングルではピアノ弾き語り風のアレンジとなっており、現在はシングル盤のみ収録。
2. 夢みたい〜だから雲に憧れた〜